# Just Göbel
Dr. Marius Jan "Just" Göbel (Surabaia, 21 de novembro de 1891 - 5 de março de 1984) foi um futebolista neerlandês, medalhista olímpico.
Just Göbel competiu nos Jogos Olímpicos de Verão de 1912 em Estocolmo. Ele ganhou a medalha de bronze.